# ブールマニエ

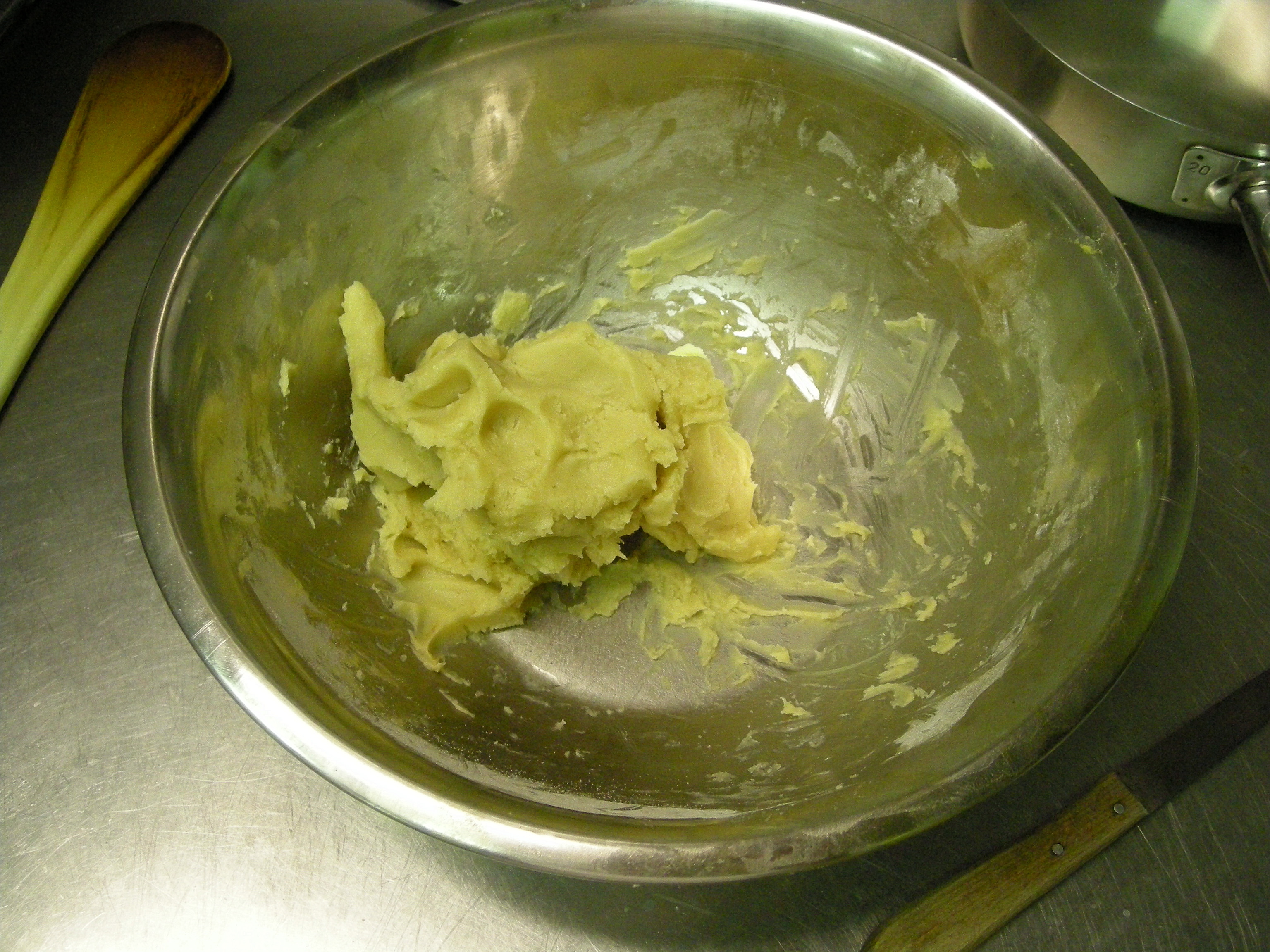

ブールマニエ(Beurre manié)は、等量の柔らかいバターと小麦粉からなる生地で、スープやソースに濃度をつけるのに用いる。小麦粉とバターを一緒に練ることにより、小麦粉の粒子がバターで覆われ、ブールマニエが温かい液体と混ぜられたときにバターが溶けて小麦粉の粒子が塊にならずに分散する 。
同様の増粘剤にルーがあるが、これは澄ましバターやその他の油と等量の小麦粉から作るものである。
ブールマニエをソースの仕上げに用いると、滑らかな食感となり、光沢も出る。